# Moniek Nijhuis
Moniek Nijhuis (Overdinkel, 20 maart 1988) is een voormalig Nederlandse zwemster die haar internationale seniorendebuut maakte in december 2003 bij de Europese kampioenschappen kortebaan (25 meter) in Dublin. Eerder dat jaar, bij de Europese jeugdkampioenschappen in Glasgow, won de pupil van trainer-coach Joop Rijssemus de bronzen medaille op de 50 meter schoolslag. Nijhuis traint in Oldenzaal, bij zwemclub OZ&PC, en woont in Overdinkel. Op 28 april 2008 maakte ze bekend haar carrière als professioneel zwemster tijdelijk te beëindigen, om verder meer aandacht te geven aan haar studie.
Haar grootste successen behaalde ze op de kortebaan met individuele Europese titels in 2009 en 2010, gouden plakken met verschillende estafettes en twee bronzen medailles op de WK kortebaan in 2014. In 2012 nam Nijhuis deel aan de Olympische Spelen 2012 in Londen. Haar laatste successen boekte ze bij de EK kortebaan in december 2015. In Israël won Nijhuis goud met het estafetteteam en zilver op de 100 meter schoolslag. Nijhuis miste in 2016 deelname aan de Olympische Spelen van Rio omdat ze er niet in slaagde op tijd wedstrijdfit te worden.
In november 2016 maakt ze bekend dat ze stopt als topsporter.

## Internationale erelijst
| Jaar | Olympische Spelen         | WK langebaan                                               | WK kortebaan                                             | EK langebaan                                               | EK kortebaan                                               |
| ---- | ------------------------- | ---------------------------------------------------------- | -------------------------------------------------------- | ---------------------------------------------------------- | ---------------------------------------------------------- |
| 2003 |                           | geen deelname                                              |                                                          |                                                            | 5e 50m schoolslag · 10e 100m schoolslag · 4x50m wisselslag |
| 2004 | geen deelname             |                                                            | geen deelname                                            | 4e 50m schoolslag 10e 100m schoolslag                      | 9e 50m schoolslag · 22e 100m schoolslag · 4x50m wisselslag |
| 2005 |                           | 13e 50m schoolslag                                         |                                                          |                                                            | 7e 50m schoolslag · 4x50m wisselslag                       |
| 2006 |                           |                                                            | geen deelname                                            | 6e 50m schoolslag 25e 100m schoolslag 5e 4x100m wisselslag | 4e 50m schoolslag 11e 100m schoolslag                      |
| 2007 |                           | geen deelname                                              |                                                          |                                                            | 12e 50m schoolslag 21e 100m schoolslag                     |
| 2008 | geen deelname             |                                                            | geen deelname                                            | 6e 50m schoolslag 23e 100m schoolslag                      | 50m schoolslag · 6e 100m schoolslag · 4x50m wisselslag     |
| 2009 |                           | 4e 50m schoolslag 19e 100m schoolslag                      |                                                          |                                                            | 50m schoolslag · 100m schoolslag · 4x50m wisselslag        |
| 2010 |                           |                                                            | 9e 50m schoolslag 8e 100m schoolslag 11e 200m schoolslag | 4e 50m schoolslag 21e 100m schoolslag                      | 50m schoolslag · 100m schoolslag · 4x50m wisselslag        |
| 2011 |                           | 7e 50m schoolslag 8e 100m schoolslag 11e 4x100m wisselslag |                                                          |                                                            | geen deelname                                              |
| 2012 | 6e 4x100 meter wisselslag |                                                            |                                                          |                                                            |                                                            |
| 2013 |                           | 7e 50m schoolslag 10e 100m schoolslag                      |                                                          |                                                            | 50m schoolslag · 5e 100m schoolslag                        |
| 2014 |                           |                                                            | 50m schoolslag                                           | 50m schoolslag · 5e 100m schoolslag · 4e 4x100 wisselslag  |                                                            |
| 2015 |                           |                                                            |                                                          |                                                            | 4e 50m schoolslag · 100m schoolslag · 4x50m wisselslag     |

## Persoonlijke records
Bijgewerkt tot en met 5 april 2015

### Kortebaan
| Afstand         | Tijd    | Datum            | Plaats |
| --------------- | ------- | ---------------- | ------ |
| 50m schoolslag  | 29,62   | 03 december 2014 | Doha   |
| 100m schoolslag | 1.03,96 | 6 december 2014  | Doha   |
| 200m schoolslag | 2.21,16 | 7 december 2014  | Doha   |

### Langebaan
| Afstand         | Tijd    | Datum           | Plaats    |
| --------------- | ------- | --------------- | --------- |
| 50m schoolslag  | 30,38   | 1 augustus 2009 | Rome      |
| 100m schoolslag | 1.07,18 | 3 april 2015    | Eindhoven |
| 200m schoolslag | 2.29,61 | 5 april 2015    | Eindhoven |